# Lattenstuhl ti 1a

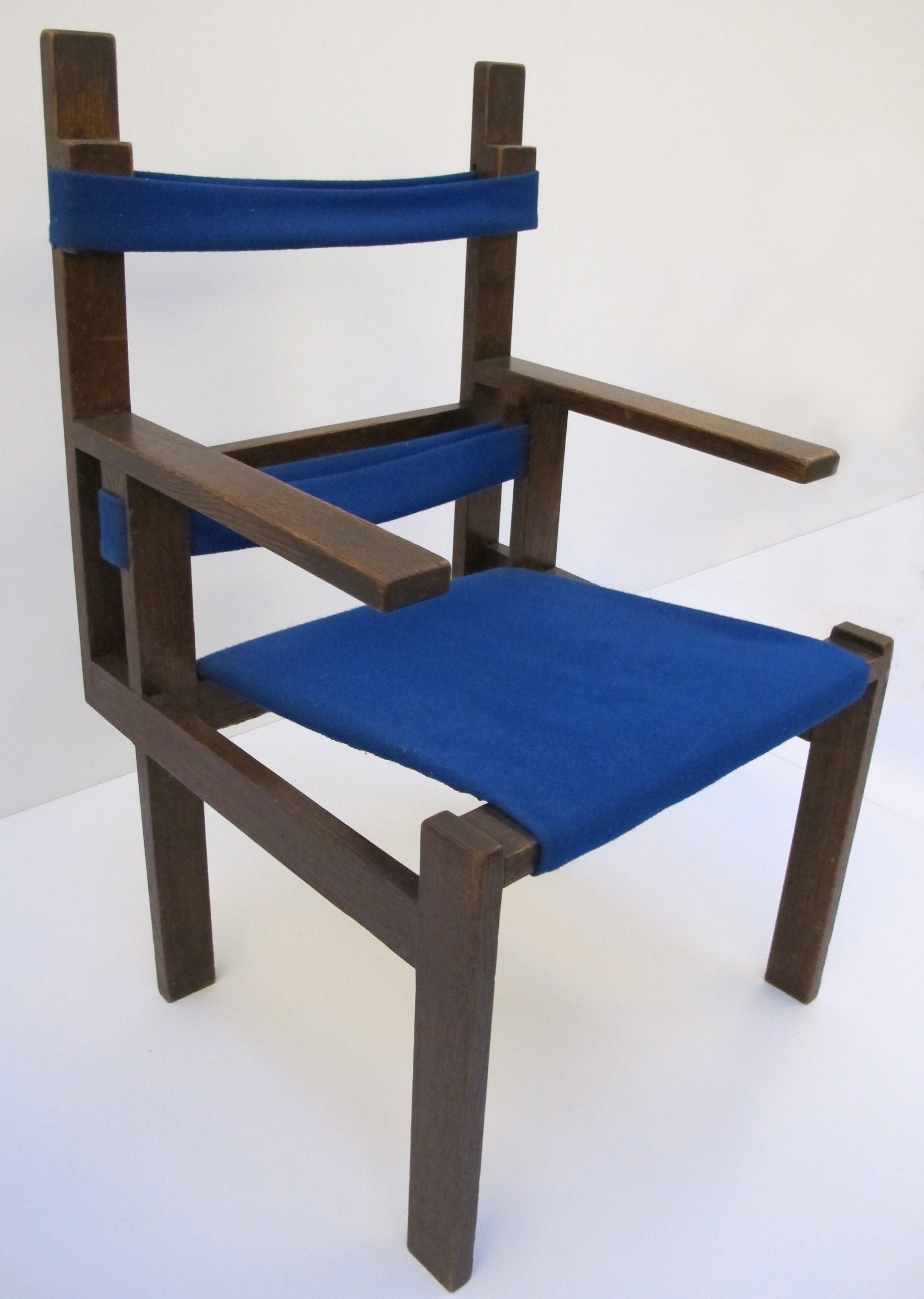
Lattenstuhl ti 1a

Der Lattenstuhl ti 1a ist ein 1922 von Marcel Breuer am Bauhaus entworfener Holzstuhl, der als Ikone des Bauhauses gilt. Er wurde von der Möbelwerkstatt am Bauhaus hergestellt.

## Beschreibung
Das Gestell des Stuhls besteht aus unterschiedlich langen Holzlatten, die denselben Querschnitt aufweisen. Dies wirkte sich bei der Herstellung als materialsparend aus.
Die Latten sind in Ahorn- oder Eichenholz mit einem Querschnitt von 2,4 cm × 5,4 cm ausgeführt. Die schräg gestellte Sitzfläche besteht aus gespanntem Stoff. Die Rückenlehne wird aus elastischen Rückengurten gebildet. Beides sollte eine bequeme und körpergerechte Sitzhaltung fördern. Der Stuhl hob sich durch seine Leichtigkeit und Beweglichkeit von den voluminösen Möbeln seiner Zeit ab und blockierte nicht den Raum. Das Bauhaus vermarktete den Stuhl ab 1925 und bezeichnete ihn im Musterkatalog als „Stuhl für ein Wohnzimmer TI 1a“.

## Bedeutung
Der konstruktivistische Stuhl gehört zu einer Reihe von Marcel Breuer entworfenen avantgardistischen Holzmöbeln. An ihm ist Breuers frühe Entwurfsauffassung erkennbar. Sie bestand daraus, dass Objekte aus formal möglichst gleichartigen, nur geringfügig variierten Einzelteilen zusammengefügt werden und das Zusammenfügen nicht kaschiert, sondern bewusst hervorgehoben wird.
Mit der Entwicklung des Lattenstuhls 1922 wendete sich die Möbelwerkstatt am Bauhaus Typenmöbeln zu, die aus standardisierten Bauteilen zusammengesetzt waren. Die Werkstatt stellte diese Möbel in Kleinserien her. Sie untersuchte alle Modelle auf ihre Form und Funktion, da sie einer grundlegenden Reform des Wohnens dienen sollten.